# Batalla d'Otavi
La batalla d'Otavi, lluitada l'1 de juliol de 1915 entre els exèrcits de la Unió Sud-africana i Àfrica Sud-occidental Alemanya, va ser l'última batalla de la Campanya d'Àfrica Sud-occidental de la Primera Guerra Mundial.
La batalla es va lliurar entre la muntanya d'Otavi i Otavifontein, i va ser una acció dilatòria liderada per l'alemany Hermann Ritter. La intenció de les forces de Ritter era concentrar les tropes alemanyes a Tsombe durant diversos dies i resistir en les seves posicions. Finalment, les forces de Louis Botha van ser capaços de derrotar a les tropes de Ritter, produint un col·lapse total a les línies alemanyes i la finalització de la Campanya d'Àfrica Sud-Occidental.

## Antecedents
A mitjans de 1915, l'avanç dels sud-africans per l'Àfrica Sud-occidental Alemanya va guanyar un terreny considerable, i els esforços per la negociació d'un alto el foc havien fracassat.
En lloc de buscar una batalla decisiva, el comandant de les forces alemanyes, Victor Franke, va decidir en mantenir el seu exèrcit tan intacte com fos possible per tal de mantenir una força alemanya al territori després del final de la guerra. En lloc de recórrer a la guerra de guerrilles o intentar sortir d'Àfrica Sud-occidental Alemanya, Franke va decidir retirar-se al llarg de la via fèrria i construir defenses al voltant de Tsombe. Amb l'exèrcit sud-africà, sota el comandament de Louis Botha, acostant-se ràpidament, Franke va decidir deixar una força dilatòria dirigida pel seu segon al comandament, el Major Hermann Ritter, en Otavifontein. La força dilatòria tenia la missió de retenir a Botha tot el temps que fos possible perquè la força principal en Tsombe pogués concentrar les seves forces i solidificar les seves defenses.
Botha va començar el seu avanç el 18 de juny, després d'examinar les comunicacions interceptades que deien que els alemanys es retiraven per la via del ferrocarril, però que no es retirarien més lluny de Namutoni. Botha va dividir els seus 13.000 soldats en quatre columnes, amb una a cada costat i dos sota el seu comandament personal i que van avançar al llarg de la via fèrria. Amb un ràpid avanç, els sud-africans van començar a envoltar les posicions alemanyes i les columnes centrals de Botha van aconseguir arribar a Otavi l'1 de juliol.
Els alemanys pensaven que l'avanç de Botha es veuria obstaculitzat per la manca d'aigua i terrenys difícils, i estaven mal preparats per a l'atac sud-africà que s'acostava. Botha tenia 3.500 tropes de cavalleria a la seva disposició, en comparació amb els 1.000 soldats d'infanteria i les deu metralladores de Ritter. Encara que eren superats en nombre en gran manera en nombre, les forces de Ritter tenia l'avantatge de les terres altes, com el territori que defensaven que era bastant muntanyós. Tot i aquest avantatge, Ritter temia que la seva força fos envoltada i va estendre les seves forces per a allargar la seva línia de defensa.

## Batalla

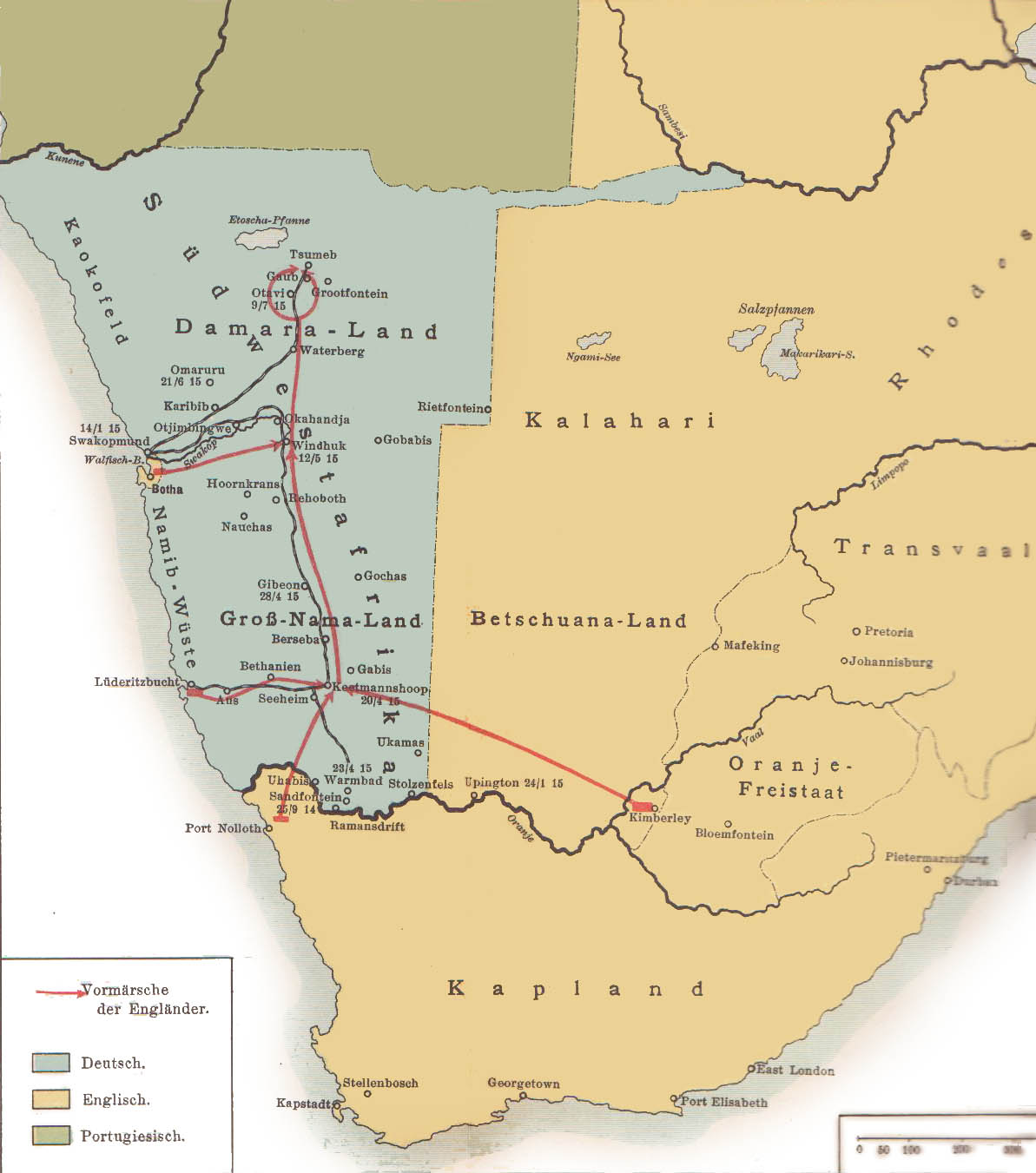
Avanç de les tropes britàniques cap a Otavi

Com que la línia de defensa de Ritter era molt llarga, els seus flancs eren incapaços de donar-se suport mutu. Això, combinat amb la falta d'homes per a cobrir adequadament l'ampli perímetre, va causar que el seu flanc esquerre vacil·lés quan les forces sud-africanes van avançar sobre ella. Temorós que les seves línies es trenquessin, Ritter es va retirar als turons d'Otavifontein i a la muntanya d'Otavi.
Tot i que aquestes noves posicions estaven en terreny alt, els alemanys no havien preparat cap fortificació. Sense artilleria i sense posicions defensives sòlides, la força alemanya fàcilment es va trencar en retirada general quan va ser pressionada per les tropes de Botha. A les 13.00 h, la batalla ja havia acabat.
Ritter es va retirar a les posicions prop de Gaub i va deixar a Botha el camí lliure per cap a Tsombe.

## Conseqüències
La victòria de Botha va ser ràpida i l'avanç dels sud-africans només es van retardar un dia, patint 4 morts i 7 ferits.
Els alemanys va fugir sense oposar resistència i la força de Ritter va quedar en gran part intacta, amb 3 morts, 8 ferits i 20 presoners.
Encara que un retard de dos dies hauria estat suficient per a Ritter, el retir anticipat de Ritter va permetre que les forces no preparades de Franke gairebé fossin envoltades. Sense mitjans d'escapament més amunt de la línia de ferrocarril i amb una manca general de voluntat per a lluitar, Franke es va veure obligat a rendir-se a les forces de Botha el 9 de juliol, posant fi a tota resistència alemanya al sud-oest d'Àfrica.